# Thomas Aird
Thomas Aird (ur. 28 sierpnia 1802 w Bowden, zm. 28 kwietnia 1876) - szkocki poeta.
Kształcił się na uniwersytecie w Edynburgu.

## Dzieła
Poezja:
- Murtzoufle, 1826)
- The Captive of Fez, 1830
- Orthuriel, and Other Poems, 1840